# واحة الأحساء (كتاب)
كتاب واحة الأحساء (بالإنجليزية: The Oasis of Al-Hasa)‏، هو كتاب من تأليف المؤرخ وعالم الانثروبولوجي الأمريكي فريدريكو فيدال، الذي عمل في قسم الأبحاث العربية في شركة أرامكو السعودية من 1951 حتى 1971، اشتهر من خلال دراسته المميزة عن منطقة الأحساء وكشفه الأثري عن مدفن جاوان، نشر الكتاب لأول مرة عام 1955.

## النسخة العربية
تم نشر ترجمة الكتاب باللغة العربية في عام 1990 (1410 هجريًا) بترجمة عبدالله بن ناصر السبيعي، وهو أستاذ مشرف على مركز الملك سلمان لدراسات تاريخ الجزيرة العربية وحضارتها.

## تاريخه
ألف فريدريكو فيدال هذا الكتاب في عام 1952، عندما كان يعمل في شركة أرامكو السعودية، يرجع تاريخ الكتاب عندما طلبت الحكومة السعودية من الشركة رش كامل لواحة الأحساء بالمبيدات الحشرية. حينها عمل قسم الأبحاث العربية في شركة أرامكو السعودية. وجاءت عملية رش الواحة مبررًا للشركة لدراسة الواحة. فيدال حاول جمع معلومات عن واحة الأحساء التي تعد أكبر مدن المنطقة الشرقية في المملكة العربية السعودية. ونتيجة لذلك نشر كتاب واحة الأحساء لفيدال، عملت شركة أرامكو السعودية علي طباعة الكتاب باللغة الإنجليزية، ووزع الكتاب توزيعًا محدودًا. ثم حصل كاتب الكتاب علي درجة الدكتوراه في جامعة هارفارد في عام 1964.

## المحتوي
جاءت موضوعات الكتاب في أربعة فصول:
- الفصل الأول: تناول معلومات عامة وجغرافية وفيه اسم الأحساء ومعناه، ووصف جغرافي.
- الفصل الثاني: تناول مجتمع الأحساء، ويشمل تصنيف ومميزات عامة، وتنول القرى والحصون والمدن، والهفوف والمبرز.
- الفصل الثالث: تناول اقتصاد الأحساء، وأيضًا تناول ينابيع الاحساء، وملكية الأرضي، ونظام الرى في الأحساء، وتناول زراعة النخيل والعناية بها، والثروة الحيوانية، وأيضًا شمل الأوزان والمقاييس والعملات، وتحليل للوضع الإقتصادي في الاحساء، وتناول الحرف والصناعات.
- الفصل الرابع: أعطي لمحات عامة علي آثار الأحساء، وملاحظات على تعداد السكان، ويشمل الفصل على قائمة من الصور والرسومات والبيانات والجداول الأحصائية.
- يعرض الكتاب المراجع التي استعان بها المؤلف في نهاية الكتاب.[3]